# Хјуит (Висконсин)
Хјуит (енгл. Hewitt) град је у америчкој савезној држави Висконсин.

## Демографија
По попису из 2010. године број становника је 828, што је 158 (23,6%) становника више него 2000. године.
| Група             | 2000.       | 2010.       |
| Белци             | 666 (99,4%) | 812 (98,1%) |
| Афроамериканци    | 0 (0,0%)    | 0 (0,0%)    |
| Азијати           | 2 (0,3%)    | 8 (1,0%)    |
| Хиспаноамериканци | 2 (0,3%)    | 8 (1,0%)    |
| Укупно            | 670         | 828         |